# 中国古生物学会
中国古生物学会是中华人民共和国古生物科技工作者组成的全国性、学术性、非营利性社会团体，由中国科学技术协会主管，1929年8月31日在北平成立。